# Heinrich Gothot
Heinrich Gothot (* 18. März 1889 in Mülheim an der Ruhr; † 7. September 1963 ebenda) war ein deutscher Unternehmer im Maschinenbau.

## Leben und Wirken
Heinrich Gothot wuchs als Sohn des Unternehmers Ferdinand Gothot (1856–1926) in Mülheim an der Ruhr auf. Nach dem Besuch des Gymnasiums studierte er mit Unterbrechung durch den Ersten Weltkrieg, an dem er als Soldat teilnahm, verschiedene geistes- und naturwissenschaftliche Fächer an den Universitäten von Berlin, München und Bonn. 1920 beendete er seine Studien mit der Promotion zum Dr. phil.
Er trat nach dem Studium in das väterliche Unternehmen, die 1880 gegründete Maschinenfabrik Ferdinand Gothot GmbH, ein und übernahm 1927 deren Leitung. Gothot setzte sich dafür ein, die vielseitigen technischen Möglichkeiten der beginnenden Rationalisierung besser zu nutzen und betätigte sich als Erfinder und Konstrukteur. In den frühen 1950er-Jahren schuf er die Grundlagen für die Automation seines Unternehmens.
In den letzten Lebensjahren lebte er zurückgezogen und beschäftigte sich hauptsächlich mit Arbeiten zu wissenschaftlichen Themen.